# IC 14
IC 14 је ознака објекта на координатама са ректансцензијом 0h 22m 31,3s и деклинацијом + 10° 29" 25'. Открио га је Гијом Бигурдан, 30. октобра 1889. Каснијим посматрањима на том положају није уочен никакав астрономски објекат.